# Tabaquismo en Chile
El consumo del tabaco en Chile es legal, sin embargo su venta se encuentra prohibida a menores de 18 años y la publicidad está esrictamente regulada. Todos los productos derivados del tabaco poseen una carga tributaria agravada sobre el precio de venta al consumidor a través de un impuesto específico, el cual va del 30% para los cigarrillos y del 52,6% para los cigarros puros. A 2023, Chile seguía manteniendo la mayor prevalencia de consumo de tabaco en toda América Latina.

## Historia

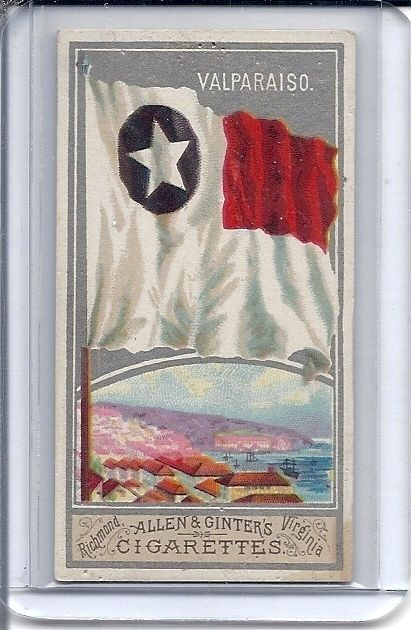
Cajetilla de cigarrillos Allen & Ginter importados a fines del con el diseño de la bandera de Valparaíso de la época (años 1880).

Las primeras regulaciones sobre el consumo, plantación y venta de tabaco en Chile ocurrieron durante el periodo colonial, cuando en 1753 las autoridades del Reino de Chile establecieron el «estanco del tabaco» por órdenes de la Monarquía Hispánica, donde se monopolizó la venta y se prohibió su cultivo en todo su territorio, abasteciéndose el mercado local únicamente mediante la importación. Durante la Patria Vieja, fue dictada mediante un bando la libertad de labranza en Chile, la cual permitió el cultivo de esta planta; sin embargo, en 1824, ya en el periodo de la Organización de la República, el Gobierno de Chile le otorgó a la compañía Portales, Cea y Cia , gerenciada por Diego Portales, el estanco del té, los naipes y el tabaco, restableciendo el monopolio a cambio de que la empresa se hiciera cargo de pagar la deuda externa contraída por Chile para financiar la Expedición libertadora del Perú. Esta fue una de las razones que motivó a un pequeño grupo de comerciantes a formar el movimiento estanquero dentro de la política nacional. Luego, con la aprobación de la ley que derogó el monopolio del tabaco y restableció el libre cultivo, permitió que durante finales del siglo XIX se iniciara en Chile la industria tabacalera de manera informal con la apertura de pequeñas cigarrerías, las cuales operaban como una tabaquería artesanal que fabricaba cigarrillos que liaban manualmente y que por lo general, se vendían sueltos por unidades.
No fue hasta inicios del siglo XX que comenzó la comercialización de cigarrillos procesados en serie mediante el uso de máquinas industriales. En 1909 fue fundada la Compañía Chilena de Tabacos S.A., la cual posteriormente se fusionó con la British American Tobacco, siendo ambas las predecesoras de  Chiletabacos y la actual British American Tobacco Chile.

## Legislación actual
Los aspectos legales sobre el tabaco en la legislación chilena se encuentran actualmente regulados mediante la Ley Nº 20.660, promulgada el 1 de febrero de 2013 bajo el primer gobierno de Sebastián Piñera y que entró en vigencia siete días después. En ella, se establecieron una serie de nuevas restricciones referidas principalmente al consumo en espacios públicos, reguladas con anterioridad en la Ley 19.419 de 1995.

## Publicidad

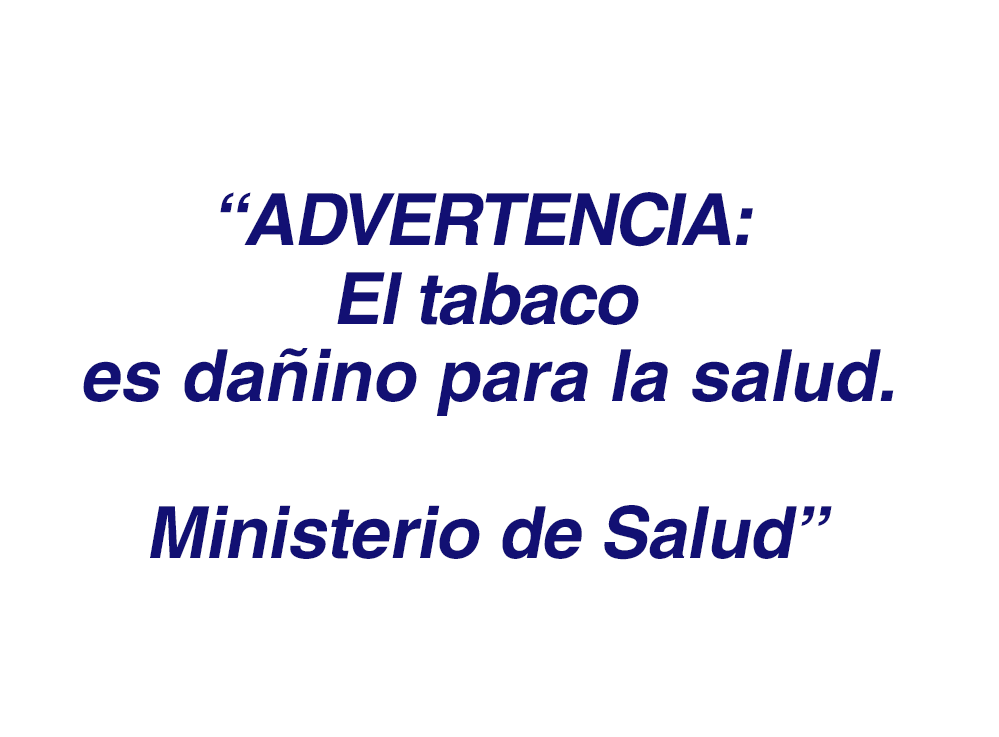
Aviso de advertencia añadido a partir de 1981 al final de los comerciales televisivos chilenos sobre venta de tabaco

La creación de las primeras leyes antitabaco dentro del territorio chileno trajeron consigo una serie de restricciones para el consumo de tabaco, lo que se vio reflejado también en la publicidad. En la década de 1980, a los comerciales de televisión de cigarrillos se les comenzó a añadir al final un aviso de advertencia sobre los daños a la salud que provoca el fumar. Con la nueva ley de 2013, se prohibió todo tipo de publicidad directa en los medios de comunicación chilenos. Antes de esto, las campañas publicitarias en televisión, radio, prensa escrita y letreros publicitarios proyectaban una imagen de que ser fumador era sinónimo de glamour, atractivo físico y éxito económico. Asimismo, se añadió un mensaje de advertencia de mayores dimensiones en cada cajetilla de cigarrillos vendida en Chile. En 2006, el Ministerio de Salud de Chile lanzó una campaña más agresiva contra el tabaquismo con una fotografía de Miguel García, un hombre chileno de edad avanzada con una traqueotomía provocada por un cáncer de laringe diagnosticado tras veinte años de consumo de cigarrillos.